# Bezkov
Bezkov (in tedesco Veskov) è un comune della Repubblica Ceca facente parte del distretto di Znojmo, in Moravia Meridionale.